# Volcà d'Aiguanegra
El Volcà d'Aiguanegra és un volcà situat al municipi de Sant Joan les Fonts, a la comarca catalana de la Garrotxa.